# Lee Jae-suk
Lee Jae-suk   (28 de novembre de 1963) és un lluitador sud-coreà, ja retirat, especialista en lluita grecoromana, que va competir durant la dècada de 1980.
El 1988 va prendre part en els Jocs Olímpics d'Estiu de Seül, on guanyà la medalla de bronze en la prova del pes mosca del programa de lluita grecoromana.